# Johannes Baltzer (Jurist)
Johannes Baltzer (* 16. August 1933 in Weimar) ist ein deutscher Jurist. Er war Professor an den Universitäten Marburg und Osnabrück und Richter am Bundessozialgericht.

## Leben
Baltzer ist Sohn des Generalmajors Martin Baltzer und dessen Frau Adelheid, geborene Hartenstein. Er war der drittälteste Sohn der Familie. Er studierte Rechtswissenschaften an der Universität Marburg und in München. Im Jahr 1962 legte er die zweite juristische Staatsprüfung ab. Als wissenschaftlicher Assistent an der Universität Marburg promovierte er 1964 zu einem gesellschaftsrechtlichen Thema. 1970 folgte seine Habilitation. In der Folgezeit war er zunächst an den Universitäten Gießen, Tübingen und Münster als Lehrstuhlvertretung eingesetzt. Im Jahr 1973 wurde er Professor an der Universität Marburg.
Johannes Baltzer wurde 1976 zum Richter auf Lebenszeit im 2. Hauptamt am Landgericht Marburg ernannt. Er wechselte 1980 an das Landessozialgericht Darmstadt. 1986 wurde er Universitätsprofessor auf Lebenszeit und hatte er den Lehrstuhl an der Universität Osnabrück für Bürgerliches Recht, Handelsrecht, Zivilprozessrecht, Rechtsinformation und Sozialrecht inne.
Ab 1988 war Baltzer Richter am Bundessozialgericht (BSG). Beim BSG war er dem 5. Senat zugeordnet und befasste sich somit mit den Rechtsfragen bezüglich der Rentenversicherung der Arbeiter. Seine weiteren Stationen am BSG waren der 13. Senat und der 6. Senat, in dem sich ab 1992 mit den Problemen des Kassenzahnarzt-Rechts auseinandersetzte. 1994 wurde er Vorsitzender Richter des 5. Senats bis zur Pensionierung im August 1998.
Baltzer war Herausgeber und Autor von Veröffentlichungen zu zivil- und sozialrechtlichen Themen.
Nach seiner Pensionierung war er als Rechtsanwalt in Erfurt/Kassel und Marburg tätig, hielt Vorlesungen als Honorarprofessor an der Universität Marburg und war ab Jahr 2000 als geschäftsführender Gesellschafter Organisator und Leiter der Marburger Kontaktseminare zum Gesundheitswesen.
Baltzer wurde 1954 Mitglied des Marburger Wingolf, dem er seit Ende seines Studiums als Alter Herr angehört. Zeitweilig war er auch Vorsitzender dessen Altherrenvereins.

## Quelle
- Vorsitzender Richter am BSG a. D. Prof. Dr. Baltzer wird 80 Jahre alt, juris vom 15. August 2013.